# Abraxas sibilloides
Abraxas sibilloides är en fjärilsart som beskrevs av Max Joseph Bastelberger 1908. Abraxas sibilloides ingår i släktet Abraxas och familjen mätare. Inga underarter finns listade i Catalogue of Life.